# Schuttrange
Schuttrange (en luxembourgeois : Schëtter et en allemand : Schüttringen), est une localité luxembourgeoise et le chef-lieu de la commune portant le même nom située dans le canton de Luxembourg.

## Géographie
Le village est traversé par la rivière Syre, un affluent de la Moselle.

### Sections de la commune
- Munsbach
- Neuhäusgen
- Schrassig
- Schuttrange (siège)
- Uebersyren

### Voies de communication et transports
La commune est reliée à l'autoroute A1 et à la route nationale N28 par les nombreux chemins repris qui traversent la commune.
La commune est desservie par le Régime général des transports routiers (RGTR). En outre, elle opère conjointement avec Niederanven un service « City-Bus » sur réservation, le « Ruffbus Syrdall ».
La commune est desservie par la gare de Munsbach, sur la ligne 3, de Luxembourg à Wasserbillig-frontière, et est proche de la gare d'Oetrange située sur la commune de Contern.

## Population et société

### Démographie
L'évolution du nombre d'habitants est connue à travers les recensements de la population effectués dans le pays depuis 1821. Les recensements décennaux de la population permettent de caler les chiffres sur la composition de la population par sexe, âge, nationalité et commune de résidence. Entre deux recensements, la population au 1er janvier de l’année {\displaystyle x} est évaluée en ajoutant à la population au 1er janvier de l’année {\displaystyle x-1} les soldes naturel (naissances {\displaystyle -} décès) et migratoire (arrivées {\displaystyle -} départs) de l'année. La même méthode est appliquée pour la répartition par âge au 1er janvier et les effectifs totaux par nationalité. Depuis le 1er septembre 2023, le Luxembourg dénombre 100 communes.
Au 1er janvier 2024, la commune comptait 4 436 habitants.
| 1821 | 1851  | 1871 | 1880 | 1890 | 1900 | 1910 | 1922 | 1930 |
| ---- | ----- | ---- | ---- | ---- | ---- | ---- | ---- | ---- |
| 813  | 1 055 | 978  | 956  | 907  | 863  | 937  | 998  | 989  |

| 1935  | 1947  | 1960  | 1970  | 1978  | 1979  | 1981  | 1983  | 1984  |
| ----- | ----- | ----- | ----- | ----- | ----- | ----- | ----- | ----- |
| 1 006 | 1 051 | 1 055 | 1 224 | 1 546 | 1 614 | 1 738 | 1 780 | 1 790 |

| 1985  | 1986  | 1987  | 1988  | 1989  | 1990  | 1991  | 1992  | 1993  |
| ----- | ----- | ----- | ----- | ----- | ----- | ----- | ----- | ----- |
| 1 800 | 1 810 | 1 880 | 1 942 | 2 054 | 2 151 | 2 503 | 2 561 | 2 677 |

| 1994  | 1995  | 1996  | 1997  | 1998  | 1999  | 2000  | 2001  | 2002  |
| ----- | ----- | ----- | ----- | ----- | ----- | ----- | ----- | ----- |
| 2 802 | 2 947 | 3 011 | 3 060 | 3 101 | 3 229 | 3 258 | 3 258 | 3 256 |

| 2003  | 2004  | 2005  | 2006  | 2007  | 2008  | 2009  | 2010  | 2011  |
| ----- | ----- | ----- | ----- | ----- | ----- | ----- | ----- | ----- |
| 3 246 | 3 295 | 3 298 | 3 293 | 3 407 | 3 448 | 3 440 | 3 534 | 3 721 |

| 2012  | 2013  | 2014  | 2015  | 2016  | 2017  | 2018  | 2019  | 2020  |
| ----- | ----- | ----- | ----- | ----- | ----- | ----- | ----- | ----- |
| 3 781 | 3 826 | 3 923 | 4 033 | 4 147 | 4 028 | 4 156 | 4 166 | 4 274 |

| 2021  | 2022  | 2023  | 2024  | - | - | - | - | - |
| ----- | ----- | ----- | ----- | - | - | - | - | - |
| 4 272 | 4 318 | 4 387 | 4 436 | - | - | - | - | - |

Pour des raisons techniques, il est temporairement impossible d'afficher le graphique qui aurait dû être présenté ici.